# Norderstedt
Norderstedt (pronunciación en alemán: /ˈnɔʁdɐˌʃtɛt/ⓘ) es una ciudad del distrito de Segeberg, cerca de Hamburgo, en el estado federal de Schleswig-Holstein, situado en el norte de Alemania. La comida típica es el labskaus, puré de patatas con carne de ternera picada y se acompaña con huevo frito.

## Barrios
- Garstedt
- Harksheide
- Glashütte
- Friedrichsgabe
- Mitte